# Paul Coffey
Paul Douglas Coffey (* 1. června 1961, Weston, Ontario, Kanada) je bývalý kanadský hokejový obránce, který je členem hokejové síně slávy, jde o čtyřnásobného vítěze Stanley cupu. Druhý nejproduktivnější obránce historie - celkem 1531 bodů. V současnosti působí na pozici hlavního trenéra u mládežnického týmu Toronto Marlboros. U příležitosti 100. výročí NHL byl v lednu 2017 vybrán jako jeden ze sta nejlepších hráčů historie ligy.

## Individuální úspěchy
- 1982, 1983, 1984, 1985, 1986, 1988, 1989, 1990, 1991, 1992, 1993, 1994, 1996 a 1997 - Byl zvolen do NHL All-Star Game.
- 1982, 1983, 1984 a 1990 - Byl jmenován do 2. All-Star týmu NHL.
- 1984 - Jmenován do All-Star týmu Kanadského poháru.
- 1985, 1986 a 1995 - Vyhrál James Norris Memorial Trophy.
- 1985, 1986, 1989 a 1995 - Byl jmenován do 1. All-Star týmu NHL.
- 2004 - Uveden do hokejové síně slávy v Torontu.

## Týmové úspěchy
- 1983 a 1995 - S Edmontonem Oilers a Detroitem Red Wings vyhrál Clarence S. Campbell Bowl.
- 1984, 1985, 1987 a 1991 - S Edmontonem Oilers a Pittsburghem Penguins vyhrál Stanley Cup.
- 1984, 1987 a 1991 - S Kanadou vyhrál Kanadský pohár.
- 1986, 1987, 1995 a 1996 - S Edmontonem Oilers a Detroitem Red Wings vyhrál Presidents' Trophy.
- 1997 - S Philadelphií Flyers vyhrál Prince of Wales Trophy.

## Klubové statistiky
| Sezona                 | Klub                        | Soutěž        | Základní část | Základní část | Základní část | Základní část | Základní část | Základní část | Play off | Play off | Play off | Play off | Play off | Play off |
| Sezona                 | Klub                        | Soutěž        | Z             | G             | A             | B             | + / -         | TM            | Z        | G        | A        | B        | + / -    | TM       |
| ---------------------- | --------------------------- | ------------- | ------------- | ------------- | ------------- | ------------- | ------------- | ------------- | -------- | -------- | -------- | -------- | -------- | -------- |
| 1977-78                | North York Rangers          | OPJHL         | 50            | 14            | 33            | 47            | —             | 64            | —        | —        | —        | —        | —        | —        |
| 1977–78                | Kingston Canadians          | OMJHL         | 8             | 2             | 2             | 4             | —             | 11            | 5        | 0        | 0        | 0        | —        | 0        |
| 1978–79                | Sault Ste. Marie Greyhounds | OMJHL         | 68            | 17            | 72            | 89            | —             | 103           | —        | —        | —        | —        | —        | —        |
| 1979–80                | Sault Ste. Marie Greyhounds | OMJHL         | 23            | 10            | 21            | 31            | —             | 63            | —        | —        | —        | —        | —        | —        |
| 1979–80                | Kitchener Rangers           | OMJHL         | 52            | 19            | 52            | 71            | —             | 130           | —        | —        | —        | —        | —        | —        |
| 1980–81                | Edmonton Oilers             | NHL           | 74            | 9             | 23            | 32            | +4            | 130           | 9        | 4        | 3        | 7        | +5       | 22       |
| 1981–82                | Edmonton Oilers             | NHL           | 80            | 29            | 60            | 89            | +35           | 106           | 5        | 1        | 1        | 2        | -4       | 6        |
| 1982–83                | Edmonton Oilers             | NHL           | 80            | 29            | 67            | 96            | +52           | 87            | 16       | 7        | 7        | 14       | +15      | 14       |
| 1983–84                | Edmonton Oilers             | NHL           | 80            | 40            | 86            | 126           | +52           | 104           | 19       | 8        | 14       | 22       | +19      | 21       |
| 1984–85                | Edmonton Oilers             | NHL           | 80            | 37            | 84            | 121           | +55           | 97            | 18       | 12       | 25       | 37       | +26      | 44       |
| 1985–86                | Edmonton Oilers             | NHL           | 79            | 48            | 90            | 138           | +61           | 120           | 10       | 1        | 9        | 10       | 0        | 30       |
| 1986–87                | Edmonton Oilers             | NHL           | 59            | 17            | 50            | 67            | +12           | 49            | 17       | 3        | 8        | 11       | +7       | 30       |
| 1987–88                | Pittsburgh Penguins         | NHL           | 46            | 15            | 52            | 67            | -1            | 93            | —        | —        | —        | —        | —        | —        |
| 1988–89                | Pittsburgh Penguins         | NHL           | 75            | 30            | 83            | 113           | -10           | 195           | 11       | 2        | 13       | 15       | -7       | 31       |
| 1989–90                | Pittsburgh Penguins         | NHL           | 80            | 29            | 74            | 103           | -25           | 95            | —        | —        | —        | —        | —        | —        |
| 1990–91                | Pittsburgh Penguins         | NHL           | 76            | 24            | 69            | 93            | -18           | 128           | 12       | 2        | 9        | 11       | -1       | 6        |
| 1991–92                | Pittsburgh Penguins         | NHL           | 54            | 10            | 54            | 64            | +4            | 62            | —        | —        | —        | —        | —        | —        |
| 1991–92                | Los Angeles Kings           | NHL           | 10            | 1             | 4             | 5             | -3            | 25            | 6        | 4        | 3        | 7        | -5       | 2        |
| 1992–93                | Los Angeles Kings           | NHL           | 50            | 8             | 49            | 57            | +9            | 50            | —        | —        | —        | —        | —        | —        |
| 1992–93                | Detroit Red Wings           | NHL           | 30            | 4             | 26            | 30            | +7            | 27            | 7        | 2        | 9        | 11       | -3       | 2        |
| 1993–94                | Detroit Red Wings           | NHL           | 80            | 14            | 63            | 77            | +28           | 106           | 7        | 1        | 6        | 7        | +6       | 8        |
| 1994–95                | Detroit Red Wings           | NHL           | 45            | 14            | 44            | 58            | +18           | 72            | 18       | 6        | 12       | 18       | +4       | 10       |
| 1995–96                | Detroit Red Wings           | NHL           | 76            | 14            | 60            | 74            | +19           | 90            | 17       | 5        | 9        | 14       | -3       | 30       |
| 1996–97                | Hartford Whalers            | NHL           | 20            | 3             | 5             | 8             | 0             | 18            | —        | —        | —        | —        | —        | —        |
| 1996–97                | Philadelphia Flyers         | NHL           | 37            | 6             | 20            | 26            | +11           | 20            | 17       | 1        | 8        | 9        | -3       | 6        |
| 1997–98                | Philadelphia Flyers         | NHL           | 57            | 2             | 27            | 29            | +3            | 30            | —        | —        | —        | —        | —        | —        |
| 1998–99                | Chicago Blackhawks          | NHL           | 10            | 0             | 4             | 4             | -6            | 0             | —        | —        | —        | —        | —        | —        |
| 1998–99                | Carolina Hurricanes         | NHL           | 44            | 2             | 8             | 10            | -1            | 25            | 5        | 0        | 1        | 1        | 0        | 2        |
| 1999–00                | Carolina Hurricanes         | NHL           | 69            | 11            | 29            | 40            | -6            | 40            | —        | —        | —        | —        | —        | —        |
| 2000–01                | Boston Bruins               | NHL           | 18            | 0             | 4             | 4             | -6            | 30            | —        | —        | —        | —        | —        | —        |
| NHL celkově            | NHL celkově                 | NHL celkově   | 1409          | 396           | 1135          | 1531          | +294          | 1802          | 194      | 59       | 137      | 196      | +56      | 264      |
| OMJHL celkově          | OMJHL celkově               | OMJHL celkově | 151           | 48            | 147           | 195           | —             | 307           | 5        | 0        | 0        | 0        | —        | 0        |
| OPJHL celkově          | OPJHL celkově               | OPJHL celkově | 50            | 14            | 33            | 47            | —             | 64            | —        | —        | —        | —        | —        | —        |
| Konec hokejové kariéry |                             |               |               |               |               |               |               |               |          |          |          |          |          |          |

### Reprezentační statistiky
| 1984                   | Kanada                 | KP                     | 8  | 3 | 8  | 11 | 4  |
| 1987                   | Kanada                 | KP                     | 9  | 2 | 4  | 6  | 0  |
| 1990                   | Kanada                 | MS                     | 10 | 1 | 6  | 7  | 10 |
| 1991                   | Kanada                 | KP                     | 8  | 1 | 6  | 7  | 8  |
| 1996                   | Kanada                 | SP                     | 8  | 0 | 7  | 7  | 12 |
| Seniorská reprezentace | Seniorská reprezentace | Seniorská reprezentace | 43 | 7 | 31 | 38 | 34 |